# Hans Mortensen (storkøbmand)
 Der er flere personer med dette navn, se Hans Mortensen.
Hans Mortensen (født 2. september 1943 i Thorshavn, Færøerne, død 11. september 2019 samme sted) var en færøsk købmand og iværksætter. Han var bedst kendt som grundlægger og administrerende direktør for handelshuset SMS i Thorshavn og for sit bidrag til udviklingen af det færøske handelssprog. Fra 1963 til 1976 var Mortensen desuden aktiv indenfor færøsk håndbold, først som klubspiller og landsholdsspiller, dernæst som landsholdstræner.

## Baggrund
Hans Mortensen blev født og voksede op i Thorshavn. Han var søn af handelsfolkene Niels Gustav Mortensen (1913 – 1987) og Ebba Mortensen (1920 – 2000), som hver især drev handelsvirksomhed i et af Thorshavns gamle handelskvarterer i sidste halvdel af det 20. årh. I 1964 blev han gift med Birgith Aslaugh Mortensen (f. Sivertsen) og fik med hende datteren Elisabeth Mortensen og sønnen Niels Heini Mortensen. Niels Mortensen overtog SMS-koncernen, da Hans Mortensen fratrådte direktørposten og udtrådte fra ejerkredsen i 2007. Efter at have været enkemand siden 2001, giftede Hans Mortensen sig i 2007 med Marjun á Plógv.

## Uddannelse
Efter endt folkeskolegang fortsatte Mortensen i Færøernes Mellem- og Realskole og stod derefter i banklære i Føroya Banki (nuværende BankNordik). I 1965 lod han sig indskrive på handelsskolen Niels Brock i København, hvorfra han dimitterede i 1967. Kort tid efter fik han en stilling i Magasin du Nord på Kongens Nytorv, hvor han arbejdede i to år, inden han vendte hjem til Thorshavn for at grundlægge egen virksomhed.

## Håndbold
Som attenårig overtog Mortensen i 1963 formandsposten i håndboldklubben Neistin i Thorshavn. Året efter blev han del af den første færøske landsholdstrup i håndbold, og i 1976 var han træner for mændenes håndboldlandshold ved C-VM mesterskabet i håndbold i Portugal.

## Karriere
Da Mortensen var vendt hjem fra sit uddannelsesophold i København, drev han en overgang detailhandel i forældrenes butikslokaler i det centrale Thorshavn. I 1970 arrangerede Mortensen imidlertid den første færøske handelsmesse (der havde været enkelte tilløb til en sådan i Klaksvig i 1968). Det blev starten på en række tilbagevendende salgsmesser på Færøerne, som Mortensen var medarrangør af frem til 1976.
Thorshavns bykerne, der dannede rammen omkring størstedelen af detailhandlen, havde på dette tidspunkt længe lidt under en tiltagende trafikal og byggemæssig overbelastning. I overensstemmelse med en restriktiv byplansvedtægt fra 1972, barslede byrådet i Thorshavn derfor med planer om at aflaste bymidten. Aflastningen ville man blandt andet opnå ved at anlægge en arkadelignende handelsgade i forlængelse af et nyt apotek, som var under konstruktion i den nordlige udkant af Thorshavns indre by. Hermed ville man rykke dele af handelslivet længere nordpå i byen og samtidig aflede en væsentlig del af bymidtens tætte trafik.
Da Mortensen blev bekendt med skitserne til dette projekt, indgav han i 1973 forslag om at flytte opgaven over på private hænder. Efter interne stridigheder i byrådet fik Mortensen bevilget tilladelse til at opføre sit handelshus, der skulle give borgere og forretninger nye muligheder for at mødes og handle under fælles tag.
Projektet vakte imidlertid furore både i og udenfor byrådet. Modstanden skyldtes især tre forhold: dels var Mortensens svigerfar, skibsinspektør Sofus Sivertsen, fungerende byrådsmedlem og formand i byrådets bygge- og byplanlægningsudvalg på dette tidspunkt, hvorfor han ved bestemte lejligheder satte sig selv udenfor indflydelse i afgørende drøftelser og afstemninger om handelshuset. Og dels syntes store dele af Thorshavns etablerede handelsliv at føle sig truet på deres eksistensgrundlag. Sidst, men ikke mindst, udtrykte en del borgere bekymring for, at det meget stort anlagte handelshus ville være en for omfattende omvæltning af bybilledet.
Da Mortensen have fået tilladelse fra byrådet, engagerede han den danske arkitekt Flemming Hansen, som fik til opgave at tegne et handelshus, der på den ene side skulle være moderne, men som på den anden side skulle være forankret i oprindelig færøsk byggestil. Opførelsen indledtes i 1976, og den 2. november 1977 slog handelshuset dørene op for offentligheden.
Hans Mortensen var administrerende direktør for SMS-koncernen fra 1976 til 2007. I 1996 overlod han imidlertid stillingen som butiksdirektør til sønnen, Niels Heini Mortensen, for selv at varetage stillingen som administrerende direktør for selve handelshuset. Hans Mortensen sad med aktiemajoriteten i SMS frem til 2007, da næstsidste udbygning af SMS var tilendebragt. Herefter solgte han samtlige aktier til sønnen, som siden da har videreudviklet koncernen.

## Virksomhed
I lighed med traditionelle færøske bådhuse var handelshuset SMS udformet som seks sideordnede længer, der med deres karakteristiske profil henviser til oprindelig færøsk byggestil, men med et omfang og interiør svarende til de daværende shoppingcentre på fastlandet.
En tilsvarende dobbeltbundet indstilling gjorde sig gældende for den sprogpolitiske linje i Mortensens kommercielle virke: Fra og med 1977 blev færøske butiksnavne og handelsbegreber opfundet og udviklet i dialog med borgere og kunder – ofte i form af offentlige navnekonkurrencer. Dermed blev datidens dansk-færøske handelssprog på interaktiv og kontinuerlig vis erstattet af et mere selvstændigt færøsk.

## Forskerparken Sundsdepilin
Den 12. april 1984 fremlagde Mortensen et forslag om et samlet videns- og forskningsscenter, en såkaldt forskerpark, for færøsk eksport og produktudvikling. Forslaget, som i daglig tale kaldes for Sunds-planen, mødte imidlertid modstand, navnlig i de færøske udkantsområder, hvor man frygtede konsekvenserne af en centralisering. Det var da også på denne strid mellem centrum og periferi på Færøerne, at projektet endte med at strande.

## Thorshavn indenfor det gamle bygærred
I samarbejde med forhenværende stadsarkitekt Gunnar Hoydal og arkitekterne Mette Skjold og Ósbjørn Jacobsen, offentliggjorde Mortensen i 2012 forslaget Thorshavn indenfor Det Gamle Bygærred, der var en samling forslag til strukturel udvikling og bevaring af Thorshavns indre by.

## Sprogarbejde
Handelshuset SMS nøjedes ikke med at fungere som fysisk ramme omkring detailhandel, men blev fra starten drevet som en slags socialt og kulturelt omdrejningspunkt, hvor også kunsten og handelslivet, der dengang var uforenelige størrelser, berørte hinanden. Med sit handelshus og sin virksomhedsform tilvejebragte Mortensen således et nybrud indenfor den færøske handelsbranche. Dette nybrud indbefattede også det færøske handelssprog, der indtil da havde været overvejende dansk. For sit vedholdende sprogarbejde modtog Mortensen i 2015 den færøske modersmålspris. Den daværende færøske kulturminister, Bjørn Kalsø, gav blandt andet følgende begrundelse for udmærkelsen:
“Helt fra begyndelsen af SMS i 1977 har Hans Mortensen lyttet til, tillæmpet og ordnet det færøske handelssprog, således at det i dag er et sprog, vi alle med respekt har taget til os. Med udgaver af SMS-avisen og andre reklameblade har Hans Mortensen, længe inden dette blev fastsat ved lov, haft sin store andel i, at et færøsk handelssprog har udfoldet sig og holdt kursen”.